# Dohoda USA–Mexiko–Kanada
Dohoda USA–Mexiko–Kanada je smlouva mezi těmito třemi severoamerickými státy, jejíž náplní jsou obchodní podmínky a pravidla vytvářející zónu volného obchodu. Anglický název dohody je „United States–Mexico–Canada Agreement“ (USMCA), francouzský Accord Canada–États-Unis–Mexique (ACEUM), španělský Tratado entre México, Estados Unidos y Canadá (T-MEC). Její předchůdkyní byla Severoamerická dohoda o volném obchodu (NAFTA) fungující od roku 1994. Dohoda USA-Mexiko-Kanada je v médiích označována též jako „Nová NAFTA“ či „NAFTA 2.0“, jelikož na předchozí smlouvě staví a přebírá z ní řadu kapitol.

## Jednání, ratifikace

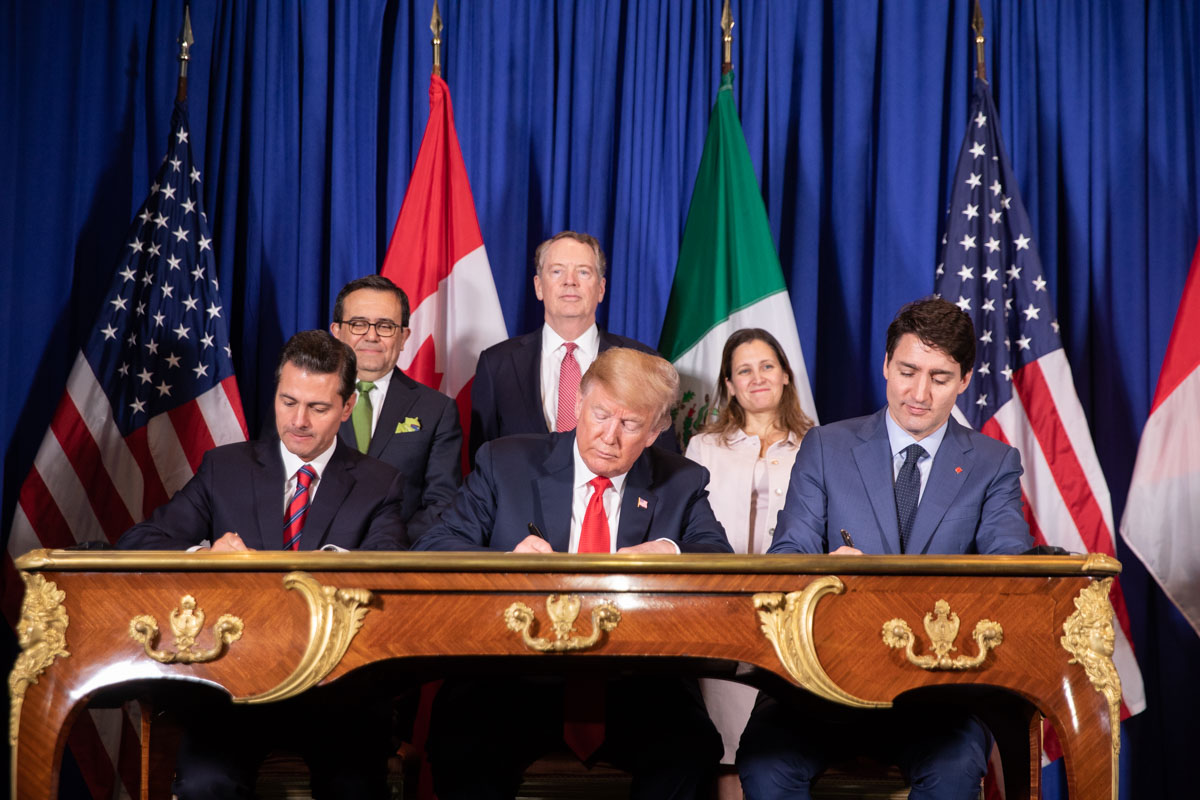
Hlavy států podepisují dohodu

Během volební kampaně prezidentských voleb USA 2016 Donald Trump uvedl, že chce vyjednat nové podmínky v rámci NAFTA. Následně Trumpova vláda provedla řadu změn v zahraniční politice, které ovlivnily obchodní vztahy s dalšími zeměmi (např. odstoupení z Pařížské dohody i Transpacifického partnerství nebo obchodní válka s Čínou). To bylo jedním z impulzů pro seriózní diskuze nad revizí NAFTA.
K formálnímu podpisu dohody došlo 30. listopadu 2018 na summitu G20 v Buenos Aires. Podepisující byli prezident USA Donald Trump, mexický prezident Enrique Peña Nieto (v poslední den svého mandátu) a kanadský premiér Justin Trudeau. Následně však došlo k revizi úmluvy a 10. prosince 2019 byla podepsána revidovaná verze dohody v Národním paláci v Ciudad de México - za Kanadu podepisovala ministryně zahraničí Chrystia Freeland, za USA vedoucí Kanceláře obchodního zástupce Spojených států Robert Lighthizer a za Mexiko náměstek ministerstva zahraničí Jesús Seade. Po procesu ratifikace ve všech státech vstoupila smlouva v účinnost dne 1. července 2020.